# Annan Athletic Football Club
Pour les articles homonymes, voir Annan.
Maillots
Dernière mise à jour : 19 janvier 2019.
L'Annan Athletic Football Club est un club écossais de football basé à Annan. Le club intègre sur candidature, en 2008, la division 4 à la suite de la faillite du Gretna Football Club. Ils jouent au Galabank qu'ils partagent avec le club voisin de Mid-Annandale.

## Historique
- 1942 : fondation du club
- 2000 : pose de candidature pour s'élever au niveau de la Division 3
- 2008 : élévation au niveau de la Division 4
- 2023 : élévation au niveau de la Division 3

## Palmarès
Vainqueur de l'East of Scotland Football League : 1990, 2000, 2001, 2007